# Илья Муромец и Соловей-разбойник (мультфильм, 1978)
«Илья Муромец и Соловей-разбойник» — рисованный мультипликационный фильм 1978 года, созданный режиссёром Иваном Аксенчуком по мотивам русских былин о богатыре Илье Муромце и Соловье-разбойнике.
Второй из дилогии: продолжение мультфильма «Илья Муромец. Пролог» (1975).

## Создатели
- Автор сценария: Михаил Вольпин
- Режиссёр: Иван Аксенчук
- Художники-постановщики: Александр Винокуров, Мария Рудаченко
- Художники-мультипликаторы: Владимир Шевченко, Алексей Букин, Олег Сафронов, Николай Фёдоров,
 Елена Малашенкова, Владимир Арбеков, Иосиф Куроян
- Композитор: Владимир Комаров
- Оператор: Борис Котов
- Звукооператор: Владимир Кутузов
- Редактор: Пётр Фролов
- Ассистенты: Галина Чикина, Ольга Павлова, Майя Попова
- Художник-декоратор: Пётр Коробаев
- Монтажёры: Любовь Георгиева, Маргарита Михеева
- Директор картины: Константин Антонов

## Роли озвучивали
- Алексей Консовский — Илья Муромец
- Юрий Волынцев — Чурила Пленкович
- Михаил Львов — Соловей-Разбойник

Текст от автора: Алексей Консовский, Пётр Вишняков

## Отзывы критиков
Критики характеризуют начатую этим мультфильмом былинную тему в творчестве Аксенчука — режиссёра-мультипликатора, известного прежде всего своими мультипликационными сказками («смешными, добрыми и наивными») как отдельную главу, жанровую ветвь в его наследии. Помимо этого мультфильма (с продолжением) к былинному жанру примыкает мультфильм Аксенчука 1984 года «Синеглазка».
Мультфильм продолжил традицию безусловной героизации образов богатырей, начатую, к примеру, фильмом А. Птушко «Илья Муромец» 1956 года. Свидетельством этого служит открытая стилизация былинного текста, читаемого за кадром. Образ врага, пришедшего на русскую землю, в этом мультфильме визуально решён нарочито лишённым антропоморфности: его представляет силуэтное изображение с фиксацией «растянутого» движения, формирующее образ ураганной, зооморфной стихии.